# Lasbek
Lasbek es un municipio situado en el distrito de Stormarn, en el estado federado de Schleswig-Holstein (Alemania), con una población a finales de 2016 de unos 1214 habitantes.
Se encuentra ubicado al sur del estado, al noreste de Hamburgo y el río Elba y al suroeste de la ciudad de Lübeck.